# Брассёр, Клод
Клод Брассёр (фр. Claude Brasseur, настоящая фамилия Эспина́сс (фр. Espinasse, 15 июня 1936, Нёйи-сюр-Сен, Франция — 22 декабря 2020, Париж, Франция) — французский актёр. Двукратный лауреат премии «Сезар» в 1977 и 1980 годах.
Офицер ордена Почётного легиона (2016), офицер ордена «За заслуги» (2016), командор ордена Искусств и литературы.

## Биография
Клод Брассёр родился 15 июня 1936 года в Нейи-сюр-Сен под Парижем. Сын актёра Пьера Брассёра и актрисы Одетт Жуайё, позаимствовал псевдоним отца. Крёстный отец — Эрнест Хемингуэй. В 1957 году проходил военную службу в Алжире.
Его творческая карьера началась в Театре Парижа в 1955 году. В 1956 году он снялся в своем первом фильме — «Встреча в Париже» режиссёра Жоржа Лампена, где исполнил эпизодическую роль. Всего снялся в более чем 100 фильмах. Наиболее успешными для него стали картины «И слоны бывают неверны» (1976) и «Война полиций» (1979), за которые Брассёр получил премии «Сезар». Также был номинирован на «Сезар» за актёрскую работу в фильмах «Простая история» (1978) и «Ужин» (1992).
Брассёр достаточно успешно занимался автоспортом и в 1983 году победил на ралли-марафоне «Париж — Дакар» в классе автомобилей, будучи штурманом у Жаки Икса. Также был в составе национальной сборной Франции по бобслею в 1960-х годах.
В 2007 году был президентом на 32-й церемонии вручения премий «Сезар».
Первая жена (с 1961 года) — Пегги Рош, вторая жена (с 1970 года) — Мишель Камбон, сестра политика Кристиана Камбона. Сын от второй жены — актёр Александр Брассёр (род. 1971).
Клод Брассёр умер в Париже 22 декабря 2020 года. По словам театрального агента, смерть Брассёра не
была связана с коронавирусом. Актёр похоронен на кладбище Пер-Лашез рядом со своим отцом.

## Фильмография
- 1956 — Встреча в Париже / Rencontre à Paris
- 1956 — Страна, откуда я родом / Le pays d’ou je viens
- 1958 — Сильные мира сего / Les Grandes Familles — Люсьен Моблан
- 1959 — Улица Прэри / Rue des prairies
- 1959 — Зелёная жатва / La Verte Moisson
- 1960 — Глаза без лица / Les Yeux sans visage
- 1960 — Развлечения / Les Distractions
- 1960 — Нежный Пьеро / Pierrot la tendresse
- 1961 — Пожалуйста, не сейчас / Отпустив поводья / La bride sur le cou
- 1962 — Пришпиленный капрал / Le Caporal épinglé
- 1962 — Семь смертных грехов / Les Sept Péchés capitaux — Рири
- 1962 — Враги / Les Ennemis
- 1962 — Лунный свет в Мобеже / Un clair de lune à Maubeuge
- 1962 — Жерминаль / Germinal
- 1962 — Мы поедем в Довиль / Nous irons à Deauville
- 1963 — Банановая кожура / Peau de banane
- 1963 — Драже с перцем / Dragées au poivre
- 1964 — Счастливчик Джо / Lucky Jo
- 1964 — Благоприятный случай / La bonne occase
- 1964 — Посторонние / Bande à part
- 1965 — Потасовка в Панаме / Du rififi à Paname
- 1965 — La misère et la gloire — Александр Дюма
- 1965 — Дон Жуан, или Каменный пир / Dom Juan ou le Festin de pierre
- 1967 — Один человек лишний / Un homme de trop — Грубек
- 1967 — Le jeu de l’amour et du hasard — Арлекин
- 1968 — La double inconstance — Арлекин
- 1971—1973 — Новые приключения Видока (сериал) — Франсуа Видок
- 1972 — Пожизненная рента / Le Viager
- 1972 — Простофиля /Un cave
- 1972 — Такая красотка как я / Une Belle Fille Comme Moi
- 1973 — Подонок / Bel ordure
- 1974 — Ледяная грудь / Les Seins de glace
- 1975 — Жить надо с риском / Il faut vivre dangereusement
- 1975 — Акт агрессии / L’Agression
- 1976 — Осторожно — глаза! / Attention les yeux !
- 1976 — Барокко / Barocco
- 1976 — И слоны бывают неверны / Un éléphant ça trompe énormément
- 1976 — Суперплут / Le Grand Escogriffe
- 1977 — Мы все попадём в рай / Nous irons tous au paradis
- 1978 — Чужие деньги / L' Argent Des Autres
- 1978 — Простая история / Une histoire simple
- 1979 — Война полиций / La Guerre des polices
- 1979 — Омары на обед / Aragosta a colazione
- 1980 — Банкирша / La Banquière
- 1980 — Бум / La Boum
- 1980 — Черная мантия для убийцы / Une robe noire pour un tueur
- 1981 — Мужское дело / Une affaire d’hommes
- 1981 — Жозефа / Josepha
- 1982 — Ги де Мопассан / Guy de Maupassant
- 1982 — Необходимая самооборона / Legitime Violence
- 1982 — Бум 2 / La Boum 2
- 1983 — Верх благополучия / Signes extérieurs de richesse
- 1983 — Уголовка / La Crime
- 1984 — Детектив / Détective
- 1985 — Отель «Палас» / Palace
- 1985 — Короли шутки / Les Rois du gag
- 1985 — Среди волков / Les Loups entre eux
- 1986 — Цыганка / La Gitane
- 1986 — Сошествие в ад / Descente aux enfers
- 1989 — Радио Ворон / Radio Corbeau
- 1989 — Священный союз / L’Union sacrée
- 1989 — Красный оркестр / L’Orchestre rouge
- 1990 — Танцевальная машина / Dancing Machine
- 1991 — Грязная, как ангел / Salle comme un ange
- 1992 — Бал недотёп / Le Bal des casse-pieds
- 1992 — Ужин / Le Souper — Жозеф Фуше
- 1993 — Раз, два, три... замри! / Un, deux, trois, soleil
- 1999 — Самое счастливое место на Земле / Le plus beau pays du monde
- 1999 — Состояние паники / La Débandade
- 1999 — Умрем вместе / Fait d’hiver
- 2000 — Актёры / Les Acteurs
- 2003 — Шу-шу / Chouchou
- 2003 — Сорая / Soraya
- 2004 — Принцесса Малабара / Malabar Princess
- 2005 — Любовь на троих / L’Amour aux trousses
- 2006 — Места в партере / Fauteuils d’orchestre
- 2006 — Кемпинг / Camping
- 2006 — Герой семьи / Le Héros de la famille
- 2006 — Русский дядюшка / L’oncle de Russie
- 2010 — Кемпинг 2 / Camping 2
- 2011 — Законная защита / Legitime Defense
- 2012 — Моя прекрасная звезда / Ma bonne étoile
- 2013 — Жёлтый лис / Le renard jaune